# Baad
BAAD（バード) fue una banda de J-rock formada en la década de los años 1990.

## Biografía
El grupo se formó en 1992, pero debutaron en 1993 con el tema "Donna toki demo hold me tight", dándose a conocer rápidamente. Meses después lanzarían el tema "Kimi ga Suki da to Sakebitai" que se convirtió en su mayor éxito, el cual fue utilizado como opening para el ánime Slam Dunk. En 1995 Kyouji Yamada (la voz principal) deja el grupo y es reemplazado por Hideki Hata.

## Separación
La banda se separó en 1999, por razones desconocidas.

## Álbumes
- [1994.02.23] BAAD
- [1994.11.21] GET BACK TOGETHER
- [1998.09.23] B-SOUL

## Sencillos
- [1993.02.17] Donna Toki Demo Hold Me Tight
- [1993.05.26] Aishitai Aisenai
- [1993.12.01] Kimi ga Suki da to Sakebitai
- [1994.07.27] Dakishimetai Mou Ichido
- [1994.11.09] Kimi wa Manual Toori ni wa Ugokanai
- [1996.08.07] Modorenai Jikan no Naka
- [1997.07.23] Mune ni Idaite Wasurenai
- [1998.02.21] Kiss Me
- [1998.05.23] FOLLOW ME
- [1998.08.05] Koishite Hajimete Shitta Kimi